# The Beloved
The Beloved is een Britse band die in de jaren negentig bekend werd. De band wordt geleid door Jon Marsh. Aanvankelijk maakte de band rock, maar later stapte de band over naar housemuziek. De groep had een hit met het nummer "Sweet Harmony" in 1993.

## Geschiedenis
The Beloved ontstond in 1983 toen Jon Marsh een advertentie plaatste om een band te beginnen. Dit plan had hij opgevat samen met Steven Waddington, die hij kende uit zijn tijd bij de band Twelfth of August. Als eerste haakte Tim Havard aan. De band werd vervolgens The Journey Through genoemd. Toen Guy Gausden zich aansloot, werd de naam veranderd in The Beloved. In 1986 verscheen de eerste single: A Hundred Words. Hierop laat de band een rockgeluid horen. Hierna volgden nog enkele singles die een plaats in de Britse indiehitlijsten haalden. Het vroege werk werd verzameld op het album Where It Is (1987). In 1987 verlieten Havard en Gausden de groep.
Het overgebleven duo paste de sound aan onder invloed van de opkomende housescene. De single Your Love Takes Me Higher (1988) bereikte de onderste regionen van de Britse hitlijst. De doorbraak kwam met "The Sun Rising" (1989). De singles stonden op Happiness (1990), dat het echte debuutalbum van de band was. Ook werd de remixalbum Blissed out (1990) opgenomen. Daarna verliet Waddington de groep. Hij werd vervangen door de echtgenote van Marsh, Helena Marsh. Gezamenlijk namen ze het album Conscience op. Dit album werd vooral bekend van het rustige nummer Sweet Harmony, dat opviel door een videoclip waarin de naakte Jon Marsh omringd wordt door verschillende naakte vrouwen. Het nummer bereikte in meerdere landen de hitlijsten en Conscience kwam tot de tweede plek van de Britse albumlijsten.
In 1996 volgde X, waarop een bijdrage stond van Robert Fripp. Hiervan werd vooral de houseplaat Sattelite een hit in eigen land. In 1997 werd ook een nieuwe radioversie gemaakt van het nummer Lovelee Dae van Blaze. Daarna verdween de band uit beeld. In 2000 werd nog een korte comeback gepoogd met de singles With You en Timeslip, maar dat was zonder succes. Daarna lag de band grotendeels stil en was Jon Marsh vooral bezig als dj. Daarmee maakte hij in 2002 een mixplaat voor de club Fabric. In 2013 begon hij weer samen te werken met Waddington aan nieuw materiaal.

## Discografie

### Hitnoteringen
| Single met eventuele hitnotering(en) in de Nederlandse Top 40 | Datum van verschijnen | Datum van binnenkomst | Hoogste positie | Aantal weken | Opmerkingen |
| ------------------------------------------------------------- | --------------------- | --------------------- | --------------- | ------------ | ----------- |
| Sweet Harmony                                                 | 1993                  | 10-07-1993            | 22              | 6            |             |

| Single met hitnotering(en) in de Vlaamse Ultratop 50 | Datum van verschijnen | Datum van binnenkomst | Hoogste positie | Aantal weken | Opmerkingen |
| ---------------------------------------------------- | --------------------- | --------------------- | --------------- | ------------ | ----------- |
| Sweet Harmony                                        | 1992                  | 24-04-1993            | 40              | 1            |             |

### Albums
- Where It Is (verzamel) (1987)
- Happiness (1990)
- Blissed out (1990)
- Conscience (1993)
- X (1996)
- Single File (verzamel; 1997)
- Sweet Harmony: The Very Best Of The Beloved (verzamel; 2011)